# Marc Elflein
Marc Elflein (* 7. März 2005) ist ein deutscher Schauspieler.
Elflein spielte von der 21. Staffel bis zur 24. Staffel der deutschen Fernsehserie Schloss Einstein die Rolle des Schülers Moritz Overmann, der als Redakteur der fiktiven Schülerzeitung X-Press arbeitet.
Er wohnt bei Erfurt und besucht ein Gymnasium.

## Filmografie
- 2018–2021: Schloss Einstein
- 2019: Kummerkasten
- 2019: Wer würde eher...